# Olivier Deschacht
Olivier Deschacht (* 16. února 1981, Gent, Belgie) je belgický profesionální fotbalista a bývalý reprezentant, který hraje na pozici levého obránce.

## Klubová kariéra

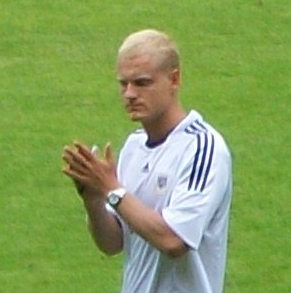
Olivier Deschacht na fotografii z roku 2008.

Olivier Deschacht začal s fotbalem v klubu S.K. Begonia Lochristi a v roce 1991 přešel do mládežnických struktur KAA Gent. Poté strávil dva roky (1995–1997) v KSC Lokeren a následně se začlenil do mládežnické akademie Anderlechtu Brusel. V A-týmu Anderlechtu debutoval v roce 2001 pod trenérem Aimé Anthuenisem. V sezóně 2003/04 se stal stabilním členem základní jedenáctky „fialek“ (jak se Anderlechtu přezdívá). Se slavným belgickým klubem získal celou řadu domácích ligových titulů a dalších trofejí.

## Reprezentační kariéra
Olivier Deschacht hrál za belgický reprezentační výběr do 21 let v šesti utkáních.
V A-mužstvu Belgie debutoval 30. dubna 2003 v domácím přátelském utkání proti národnímu týmu Polska. Nastoupil na hřiště v 82. minutě, Belgie vyhrála 3:1.
12. října 2005 si během posledního kvalifikačního utkání na MS 2006 proti domácí Litvě vstřelil v 82. minutě vlastní gól, který znamenal konečnou remízu 1:1. Belgie skončila na čtvrté místě základní skupiny 7 a na turnaj nepostoupila, což bylo jisté již před tímto zápasem. V reprezentačním zápase 5. září 2009 v kvalifikaci na MS 2010 proti domácímu Španělsku byl u prohry 0:5. Střídal na hřišti ve 29. minutě Jana Vertonghena. Ani tentokrát se Belgie neprobojovala na závěrečný turnaj, skončila až čtvrtá ve své kvalifikační skupině.
Do roku 2010 (včetně) odehrál v seniorské reprezentaci celkem 20 zápasů, branku do sítě soupeře nevstřelil.